# Basilica Ulpia

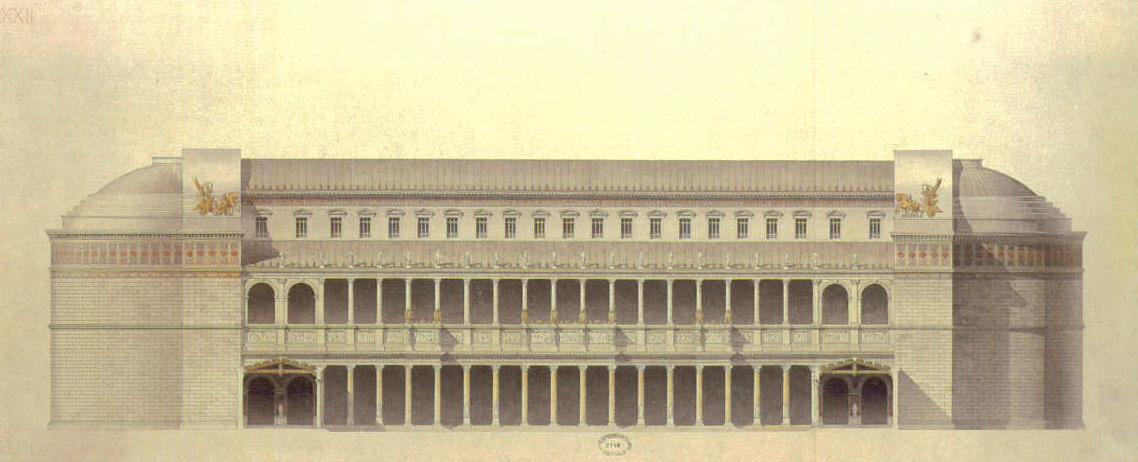
Zeichnung der Basilica Ulpia

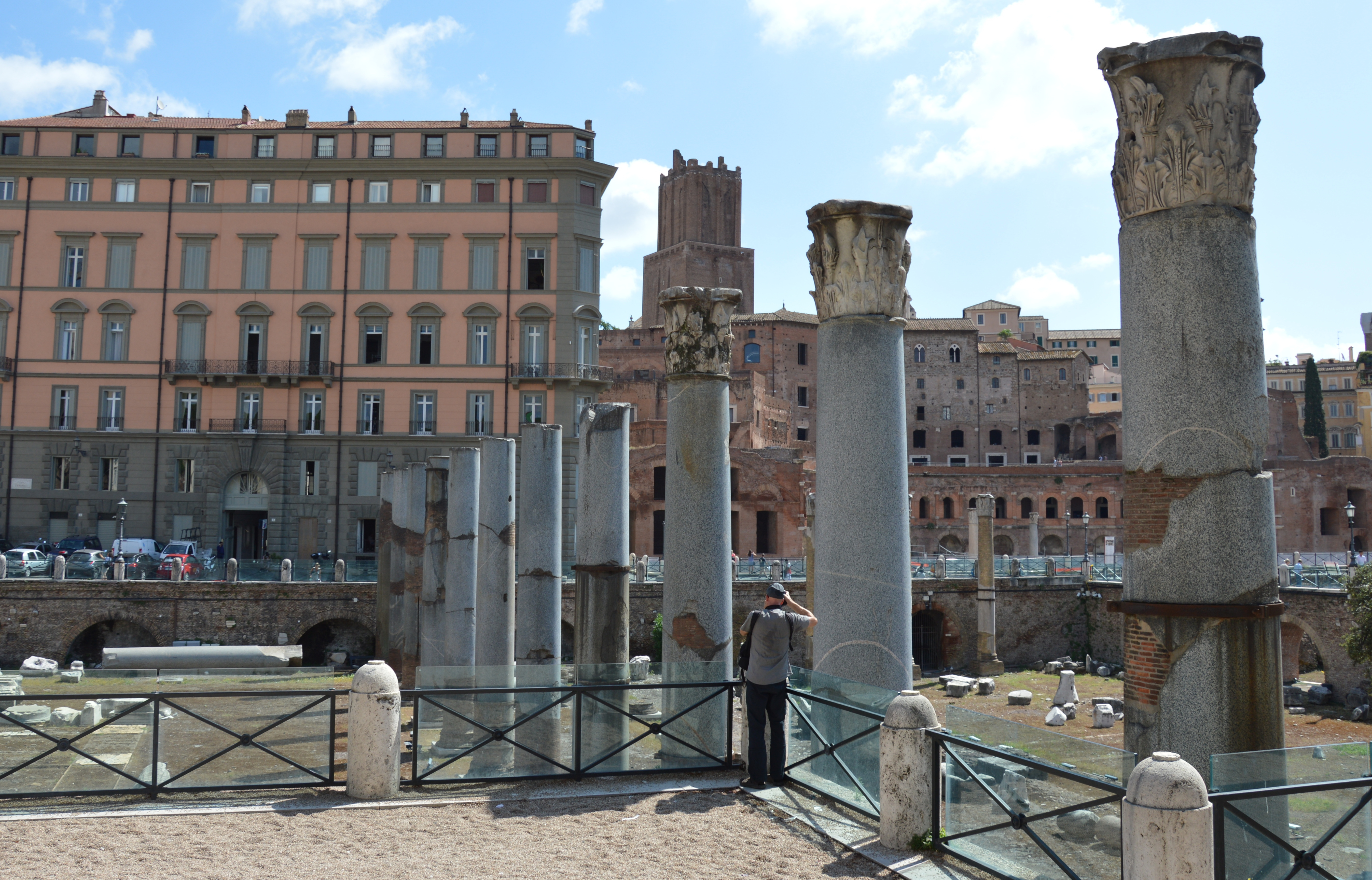
Basilica Ulpia, 2018

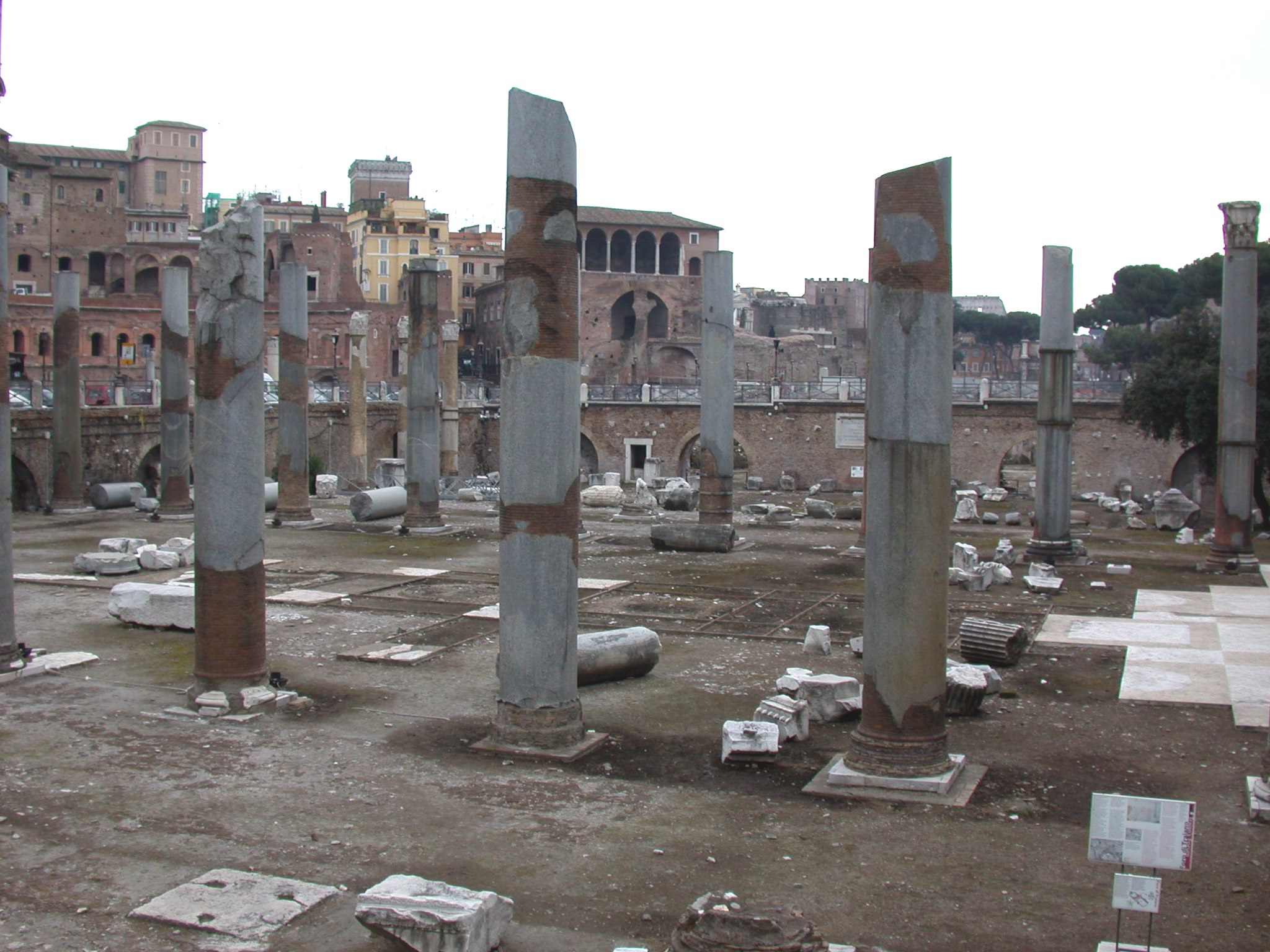
Aufnahme 2006

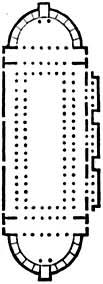
Grundriss

Die Basilica Ulpia ist eine in römischer Zeit errichtete Basilika in der italienischen Hauptstadt Rom. Sie ist nur in Resten erhalten.

## Lage
Sie befindet sich am nordwestlichen Ende des Trajansforums, an der Adresse Foro Traiano 1 im Rione Monti. Nördlich steht die Trajansäule.

## Architektur und Geschichte
Die Basilika entstand gemeinsam mit den anderen Gebäuden des Trajansforums in der Zeit zwischen 107 und 113 unter Kaiser Trajan. Sie wurde auf einem dreistufigen Stylobat errichtet und war die größte Basilika Roms. Sie riegelte den Platz auf nordwestlichen Seite ab. Möglicherweise geht diese räumliche Anordnung auf das Prinzip römischer Heerlager zurück, an deren Stirnseite sich ebenfalls eine Basilika befand. Die über drei Eingänge verfügende Basilika Ulpia umfasste eine Länge von fast 170 Metern bei einer Breite von beinahe 60 Metern. Das Dach war mit Bronze gedeckt. Die Attika wurde durch ein ein Viergespann frontal zeigendes Relieffries gestaltet. Zu den Seiten hin schlossen Trophäen ab. Das prächtige Fries setzte sich an den drei anderen Seiten des Gebäudes fort. Die Basilika wurde durch Reihen von jeweils sechs Säulen in drei vertikale Bereiche unterteilt. Im Inneren bestand eine Unterteilung in fünf Schiffe mittels vier Säulenreihen.
Genutzt wurde das Gebäude für Gerichts- und Geschäftszwecke.
Erhalten sind heute nur Reste des mittleren Teils. Die an der Ostseite befindliche Apsis ist durch die Scalinata di Magnanapoli und umgebende Häuser, die auf der Westseite von der Via dei Fori Imperiali überbaut.